# ハウゲ運動
ハウゲ運動（ハウゲうんどう、英語: Haugean）は、信徒伝道者ハンス・ニールセン・ハウゲの指導によって起こったノルウェー国教会に霊的刷新をもたらした運動のことである。ハウゲ・リバイバルとも言われる。
1796年4月15日にノルウェーのオスロの南90kmの農園の農夫であったハンス・ニールス・ハウゲが回心したことでこの運動は始まった。ハウゲは回心の際に霊的覚醒を呼びかけることに召命を感じて信徒として説教を始めた。ハウゲの説教を聴いて、ハウゲに倣って説教するものが増えリバイバルは広がっていった。
回心した後の数ヶ月で数多くの集会で説教をして、著作を書き始めた。近隣の村から集会を開くように招かれたが、国家権力と衝突するようになる。
故郷のトゥーネで、国教会の牧師と保安官が、1741年制定の「小集会に関する法律」を示し最初の迫害を行った。
1796年からハウゲは最初伝道旅行をのオスロ・フィヨルドで行い、リバイバルが起きた。さらに、ハウゲはノルウェーのほぼ全域を回り巡回説教を行った。
1797年12月27日、グレムメンの近くの教区で集会をしている時の最初の逮捕から、生涯で10度の投獄を経験する。
1804年に最後の投獄と10年の投獄の後は健康を害して、バッケハウゲンの農場で結婚して著作活動を行いながら余生を送り、15冊の著書を著す。
1824年にハウゲは死去するが、ハウゲの活動の結果リバイバルが全国的に広がり、死後も多くのリバイバル・グループが形成されて、運動になっていった
この運動をハウゲ運動もしくはハウゲ主義と呼び、その後のノルウェー国教会の管理下には置かれずに、その後200年に亘りリバイバル運動を展開していった。
ハウゲは支持者に、アウクスブルク信仰告白に従って、国教のルーテル教会の教義と聖礼典を受け入れるように奨励した。ハウゲ・リバイバルの人々を会衆と呼び、指導者を長老と呼び、外面的な組織は作らなかった。こんにちは国内国外宣教のためのクリスチャン組織になっている。そして、国教会の枠組みの中にある。一部の組織はメソジスト、バプテスト、カベナント教会、ペンテコステ派などに分かれたものもある。

## ハウゲ主義の神学者
- C・O・ロセニウス
- オーレ・ハレスビー
- オラフ・モー
- カール・ヴィスロフ